# Barbican
En barbican (fra gammelt fransk; barbacane) er en befæstet forpost eller befæstet port, såsom ved en ydre forsvarsperimeter af en by eller et slot, eller ethvert tårn placeret over en port eller bro, som blev brugt til forsvarsformål.

## Europa
I middelalderen var barbicanerne typisk placeret uden for eller på kanten af hovedforsvarslinjen og var forbundet med bymurene med en muret vej som kaldes halsen. De var beregnet til at forsvare indgangen til en by eller et slot ved "kvælningspunktet". I det 15. århundrede, med forbedringen i belejringstaktik og artilleri, mistede barbicanerne deres betydning. Barbicaner blev bygget langt ind i det 16. århundrede. Befæstede eller falske befæstede porthuse forblev et kendetegn ved ambitiøse franske og engelske boliger langt ind i det 17. århundrede. Portugisisk middelalderlig befæstningsnomenklatur bruger barbican til at beskrive enhver mur uden for og lavere end den vigtigste forsvarsmur, der danner en anden barriere. Barrieren kan være komplet, omfattende eller kun beskytte særligt svage områder. Det mere restriktive udtryk port barbican bruges om strukturer, der beskytter porte.

## Den arabiske verden
Oprindelsen af det engelske ord barbican menes at findes på enten persisk eller arabisk (se her eller her).
Paul Deschamps (1888-1974) fortolkede det arabiske ord 'bashura[h]' som brugt i 1200-tallets krøniker til at betyde barbican, en forsvarsstruktur placeret foran en port, men dette er blevet afkræftet, 'bashura' betegner snarere en hel sektion af de ydre fæstningsværker, som kan omfatte en barbican men også en bastion, port, tårn eller alle disse.

## Sydasien
Barbicaner blev også brugt i sydasiatiske befæstninger, hvor nogle af deres formål var at beskytte hovedporten mod at blive ramt af krigselefanter.

## Østasien
Befæstninger i Østasien har også lignende høje strukturer. Især porte i kinesiske bymure blev ofte forsvaret af et ekstra "bueskydningstårn" foran hovedporthuset, med de to tårne forbundet med mure, der strækker sig ud fra hovedbefæstningen. Bogstaveligt kaldet " krukkevægge ", bliver de ofte omtalt som "barbicans" på engelsk.